# Takaaki Cuiki
Takaaki Cuiki (japonsky: 立木 孝明, anglický přepis: Takaaki Tsuiki; * 1970 Kawasaki) je bývalý japonský reprezentant ve sportovním lezení a mistr Asie v lezení na obtížnost.

## Výkony a ocenění

### Závodní výsledky
| Mistrovství světa | Mistrovství světa | Mistrovství světa |
| Rok               | 1999              | 2003              |
| ----------------- | ----------------- | ----------------- |
| Obtížnost         | 27-28             | 45-49             |

| Světový pohár      | Světový pohár | Světový pohár | Světový pohár | Světový pohár | Světový pohár | Světový pohár | Světový pohár | Světový pohár |
| Rok                | 1996          | 1997          | 1998          | 2001          | 2002          | 2003          | 2005          | 2006          |
| ------------------ | ------------- | ------------- | ------------- | ------------- | ------------- | ------------- | ------------- | ------------- |
| Obtížnost          |               |               |               |               |               |               |               |               |
| jednotlivě (x/x/x) | 66,65         | 41,67,41,60   | 53            | 39            | 36,9          | 32            | 29,55         | 23,19,20      |

* poznámka: nalevo jsou poslední závody v roce
| Mistrovství Asie | Mistrovství Asie |
| Rok              | 2002             |
| ---------------- | ---------------- |
| Obtížnost        | 1                |

* další výsledky také na japonských stránkách